# مايان فرانسيس
مايان إليزابيث فرانسيس، (مواليد 18 فبراير 1946) حاصلة على وسام نوفا سكوشيا، كانت تشغل منصب نائب الحاكم الحادي والثلاثين للمقاطعة الكندية نوفا سكوشيا.

## السيرة الذاتية
كانت مايان إليزابيث فرانسيس التي ولدت في سيدني، نوفا سكوشيا وتربت في ويتني بيير، ابنة القمص جورج إيه فرانسيس وثيلما دي فرانسيس، وتخرجت من جامعة سانت ماري وأكملت الدراسات العليا في جامعة نيويورك
في 20 يونيو 2006، تم تعيينها من قِبل الحاكم العام الكندي ميكائيل جان، بناءً على نصيحة رئيس الوزراء الكندي ستيفن هاربر، في مكتب نائب حاكم نوفا سكوشيا؛ وتولت المنصب 7 سبتمبر 2006. تُعتبر فرانسيس هي أول امرأة من نوفا سكوشيا من أصل إفريقي وثاني امرأة تتولى منصب نائب حاكم نوفا سكوشيا.
كانت المدير والرئيس التنفيذي للجنة حقوق الإنسان في نوفا سكوشيا من 1999 إلى 2006. كما شغلت منصب أمين المظالم لمقاطعة نوفا سكوشيا من ديسمبر 2000 وحتى ديسمبر 2003، وهي تُعتبر أول امرأة يتم تعيينها في هذا المنصب. وفي السابق كانت رائدة في شغل المناصب العليا لدى حكومة أونتاريو، جامعة دالهوزي ومكتب النائب العام في مقاطعة كينغز، نيويورك.
هي عضو سابق في منظمة يونايتيد واي/سينترايد (United Way/Centraide)، ومؤسسة ماسكول ومجلس المحافظين في كلية كيب بريتون (الآن جامعة كيب بريتون)، والمجلس العام للمعهد الوطني الكندي للمكفوفين وكانت عضوًا في مجلس التخطيط الطوعي لنوفا سكوشيا. وتم تكريم فرانسيس عن إنجازاتها البارزة، حيث تم منحها جائزة هاري جيروم، وهي جائزة يتم منحها من قِبل مجلس التعليم المتعدد الثقافات في نوفا سكوشيا وميدالية اليوبيل الذهبي. وهي عضو في الكنيسة الأرثوذكسية الإفريقية، وهي الكنيسة التي تأسست في أواخر القرن التاسع عشر للمجتمع الأمريكي الإفريقي في الولايات المتحدة.
في مايو 2008، تم منح نائب الحاكم فرانسيس درجة الدكتوراة في الآداب الإنسانية من جامعة جبل سانت فنسنت.
في 16 فبراير 2012، أعلن رئيس الوزراء ستيفن هاربر تعيين العميد (متقاعد) جون جيمس جرانت ، وهو محاسب إداري معتمد، كنائب الحاكم الثاني والثلاثين لنوفا سكوشيا. وفي 12 أبريل 2012، خلفته فرانسيس في المنصب.

## وصلات خارجية
- Lieutenant-Governor of Nova Scotia